# Čelopek (Zvornik)
Pour les articles homonymes, voir Čelopek.
Čelopek (en serbe cyrillique : Челопек) est un village de Bosnie-Herzégovine. Il est situé dans la municipalité de Zvornik et dans la république serbe de Bosnie. Selon les premiers résultats du recensement bosnien de 2013, il compte 1 958 habitants.

## Démographie

### Évolution historique de la population dans la localité
| 1948 | 1953 | 1961  | 1971  | 1981  | 1991  | 2013  |
| ---- | ---- | ----- | ----- | ----- | ----- | ----- |
| -    | -    | 1 307 | 1 512 | 1 755 | 1 896 | 1 958 |

|  |